# Herb gminy Marcinowice
Herb gminy Marcinowice – jeden z symboli gminy Marcinowice, autorstwa Kamila Wójcikowskiego i Roberta Fidury, ustanowiony 16 grudnia 2016.

## Wygląd i symbolika
Herb przedstawia na tarczy w polu zielonym od czoła monogram AR złoty, od podstawy krzyż pokutny srebrny.
Monogram AR był symbolem klasztoru kanoników regularnych na Piasku, który był dominującym właścicielem ziemskim na terenie gminy Marcinowice od średniowiecza aż do kasaty zakonu w 1810 roku. Kanonicy posiadali wsie: Biała, Chwałków, Klecin, Krasków, Mysłaków, Sady, Strzelce, Szczepanów, Tąpadła, Wirki, WIry, Zebrzydów. Krzyż pokutny jest powszechnie spotykanym na terenie gminy zabytkiem nieruchomym.